# 로망스어군
로망스어군(영어: Romance languages)은 기원후 3~8세기에 속라틴어에서 분화된 언어들로 이루어지는 언어군이다. 이들은 인도유럽어족 이탈리아어파로 분류되며, 오늘날 로망스어군에 속하는 언어는 현재 유럽, 아프리카, 아메리카 등에서 쓰이고 있다.

## 역사
로망스어군은 로마 제국에서 문어체 고전 라틴어(Classical Latin)와 대비되게 일반 시민들이 사용하는 라틴어의 통속 라틴어(Vulgar Latin)에서 비롯된 언어들을 부르는 말이다. 기원전 2세기에서 기원후 1세기까지, 이베리아반도에서 흑해까지 걸친 넓은 지역에서 라틴어가 쓰였다. 5세기 경 제국이 게르만족에 정복되면서 라틴어는 지역별로 차이가 커지며 수십 개의 언어로 분화되었다. 또한 15세기 이후 제국주의 시대에 스페인·포르투갈·프랑스·벨기에 등 유럽 국가들이 신대륙으로 언어를 전파하기 시작해 현재는 로망스어 인구의 2/3가 유럽 바깥에 있다.
로망스어 사용지역은 역사적으로 대개 지리적으로 인접하였으며, 기독교라는 공통된 문화권에 속했다. 그리하여 현재에도 로망스어 간의 차이는 그다지 크지 않으며, 서유럽에서는 방언 연속체가 나타나 지리적으로 가까운 언어, 예컨대 스페인어와 포르투갈어 등은 통역 없이 기초적인 소통이 가능한 상호 소통가능성을 유지하고 있다.

## 문법
라틴어의 풍부한 명사 격변화는 아직까지 2격 체제를 유지하고 있는 루마니아어 등을 제외하면 대부분의 로망스어에서 사실상 소멸하였으며, 대명사의 변화에만 그 흔적이 남아있다. 그리하여 통사적으로 고정된 어순이 중요한 위치를 차지하고 있다.

## 하위 분류
로망스어군의 많은 언어는 방언 연속체의 성격을 보이는 경우가 많으며, 분화 이후로도 영향을 주고받았으므로 이들 간에 명확한 구분이 쉽지 않다. 이런 경우 국가나 지방 구분에 의해 다소 영향을 받은 편의상의 분류가 쓰일 수도 있다.
- 대륙 로망스어
  - 이탈리아-달마티아어군
    - 이탈리아어군
    - 달마티아어†
    - 이스트리아어

  - 서부 로망스어군
    - 이베리아 로망스어군
      - 스페인어
      - 포르투갈어

    - 갈리아 로망스어군
      - 갈리아 이탈리아어군
      - 프랑스어
      - 오크어
      - 카탈루냐어

  - 동부 로망스어군
    - 루마니아어군
    - 아로마니아어
- 도서 로망스어
  - 사르데냐어
  - 시칠리아어
  - 코르시카어
- 아프리카 로망스어†

## 같이 보기
- 로망스어군의 언어 목록